# Benoit Solès
Benoit Solès est un comédien et dramaturge français né le 5 septembre 1972 à Agen (Lot-et-Garonne). Il est le premier artiste à se voir décerner conjointement le Molière de l'auteur et le Molière du comédien pour sa pièce La Machine de Turing en 2019 et son interprétation d'Alan Turing, personnage principal de la pièce.

## Biographie

### Jeunesse et formation
Né à Agen, Benoit Solès quitte ses études en hypokhâgne pour suivre les cours de Jean Darnel au théâtre de l'Atelier sur les conseils de Muriel Robin et Roger Louret.
Né Benoit Etchart, il prend le nom de jeune fille de sa mère comme nom de scène.

### Débuts d'acteur
Roger Louret le fait débuter dans deux spectacles musicaux primés aux Molières : d'abord La Java des Mémoires, créé au foyer rural de Monclar en 1991 puis produit à Bordeaux et Paris en 1992, puis Les Années twist en 1995. Jean-Luc Tardieu le rencontre à Nantes et lui offre des rôles aux côtés de Madeleine Robinson dans La Folle de Chaillot et de Michel Blanc dans Le Marchand de Venise.
En 1995, il débute à la télévision dans la série Le Juste et tourne dans de nombreuses séries télévisées, comme L'École des passions écrite par Xavier Florent puis Les Vacances de l'amour ou plus tard Plus belle la vie en 2011.
Au théâtre, à la fin des années 1990, il rencontre Thierry Harcourt et Emmanuel Dechartre, directeur du Théâtre 14 où il jouera sept spectacles : Outrages aux mœurs, Le Talentueux Monsieur Ripley puis La Journée des Dupes de Jacques Rampal, mis en scène par Yves Pignot où il interprète Louis XIII.

### Auteur de théâtre
En 2011, il écrit Appelez-moi Tennessee, jouée au théâtre des Mathurins, où il interprète Tennessee Williams. Il joue ensuite dans Bash avec Sarah Biasini, puis interprète Cyrano de Bergerac, mis en scène par Henri Lazarini.
Avec Rupture à Domicile en 2015, il fait la rencontre de l'auteur et metteur en scène Tristan Petitgirard, qui signera également la mise en scène de La Machine de Turing en 2018. 

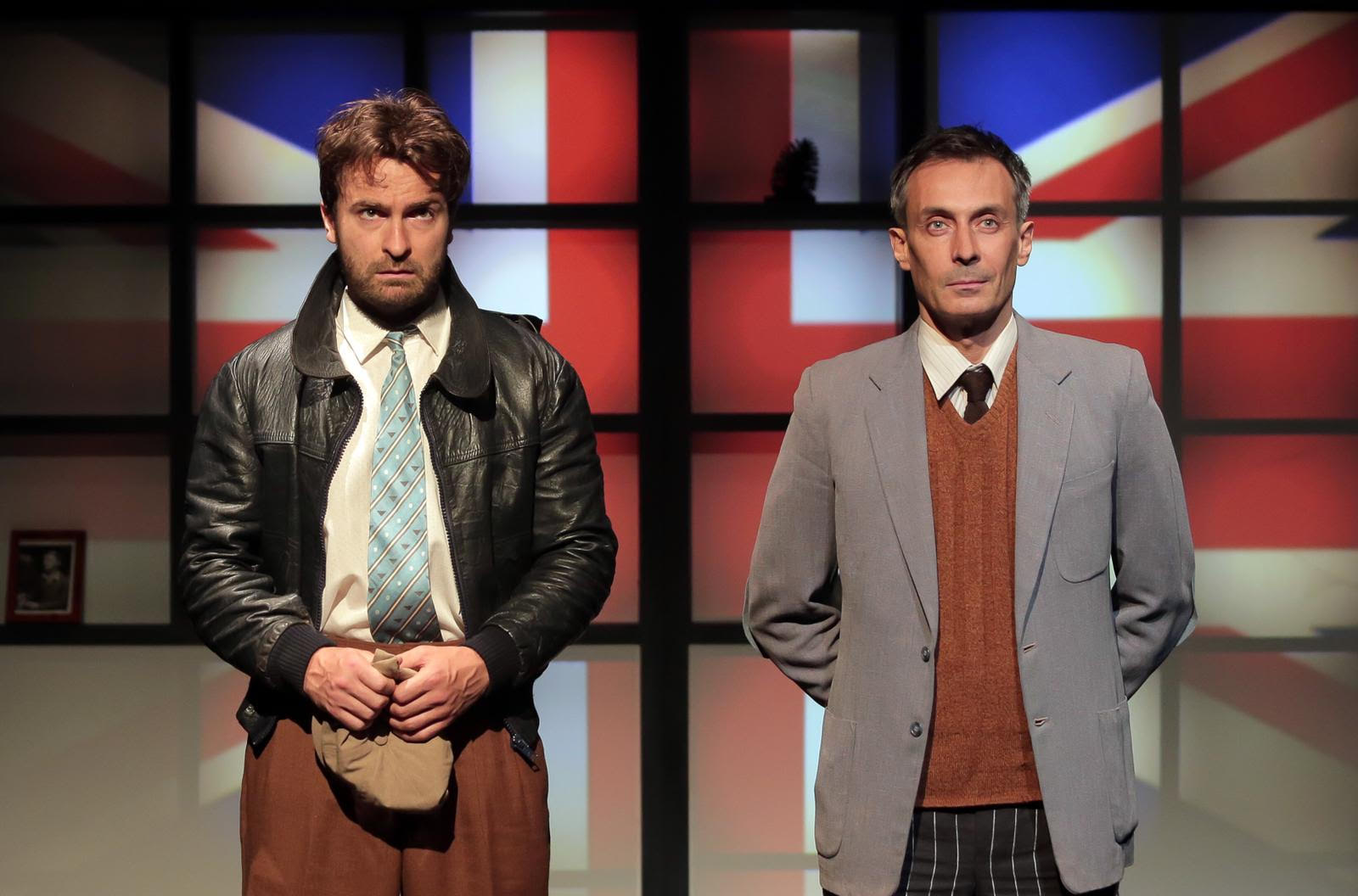
Benoit Solès (à droite) et Amaury de Crayencour (à gauche) dans La Machine de Turing.

Alors qu'il travaille sur l'écriture de La Métamorphose des Amants, une pièce dont le titre est inspiré du tableau éponyme d'André Masson, il s'intéresse à la symbolique de la pomme et découvre le destin tragique d'Alan Turing. Il écrit en 2017 La Machine de Turing qui sera repris au Théâtre Michel après son triomphe au festival Off d'Avignon 2018. Il y met en évidence l'homosexualité du mathématicien condamné après-guerre et réhabilité par la grâce d'Élisabeth II en 2013.
Pour La Machine de Turing, il reçoit le prix théâtre de la fondation Charles Oulmont, l'Étoile du journal Le Parisien de la meilleure pièce de théâtre de l'année 2018 et quatre prix lors de la cérémonie des Molières 2019 : Molière du meilleur auteur francophone vivant, Molière du meilleur comédien dans un spectacle de théâtre privé, Molière du Théâtre privé, Molière du metteur en scène d'un spectacle de théâtre privé pour Tristan Petitgirard.

### Engagements politiques
Il s'engage auprès de Nathalie Kosciusko-Morizet lors de l'élection municipale de 2014 à Paris et figure en seconde position sur la liste du 3e arrondissement. Il est élu conseiller d'arrondissement.
En 2015, il se présente aux élections régionales en Île-de-France sur la liste menée par Valérie Pécresse. Il est élu conseiller régional et réélu en 2021.
À ce titre, il devient président de la Maison Jean-Cocteau, qui appartient depuis 2019 à la région Île-de-France.

### Divers
Lors de l'attentat contre Charlie Hebdo, il se trouvait en face, à la Comédie Bastille, où il répétait la pièce Rupture à domicile. Il recueille alors les personnes impliquées dans l'attente de l'arrivée des secours.

## Filmographie

### Cinéma
- 2002 : Embrassez qui vous voudrez de Michel Blanc
- 2003 : One Dollar Curry de Vijay Singh
- 2004 : Venise A/R de Thierry Harcourt
- 2008 : La Fille du RER d'André Téchiné
- 2014 : Laisse-moi Vivre, court-métrage de Bertrand Boutillier
- 2017 : Paris Paris de Ramesh Aravind
- 2019 : Une jeunesse dorée d'Eva Ionesco

### Télévision
- 1995 : Le Juste de Franck Apprédéris
- 1996 : L'École des passions
- 1997 : Studio des artistes
- 1998 : Le G.R.E.C.
- 1998 : Les Années bleues
- 2000 : Les Vacances de l'amour
- 2002 : Un Citronnier pour deux d'Élisabeth Rappeneau
- 2002 : Le Groupe
- 2004 : Léa Parker  de Robin Davis, prix du meilleur épisode policier festival de Saint-Tropez
- 2005 : Julie Lescaut de Luc Goldenberg
- 2006 : Jeanne Poisson, marquise de Pompadour de Robin Davis
- 2007 : Paris, enquêtes criminelles
- 2008 : L'Affaire Salengro d'Yves Boisset
- 2009 : R.I.S Police scientifique
- 2009 : Alice Nevers, le juge est une femme
- 2009 : Le Chasseur de Nicolas Cuche
- 2009 : Louis XV, Le Soleil Noir de Thierry Binisti
- 2009 : Profilage d'Éric Summer
- 2009 : Les Amants naufragés de Jean-Christophe Delpias
- 2010 : Baie des flamboyants de Jean-Luc Azoulay
- 2010 : Les Virtuoses de Claude-Michel Rome
- 2010 : Boulevard du Palais de Christian Bonnet
- 2011 : Plus belle la vie (prime) de Roger Wiergans

## Théâtre
- 1994 : La Folle de Chaillot de Jean Giraudoux, mise en scène de Jean-Luc Tardieu
- 1995 : Le Marchand de Venise de Shakespeare, mise en scène de Jean-Luc Tardieu
- 1997 : Les Fourberies de Scapin de Molière, mise en scène de Jean-François Châtillon
- 1998 : Bel-Ami d'après Maupassant de Pierre Laville, mise en scène de Didier Long
- 1999 : Outrage aux mœurs de Moisés Kaufman, mise en scène de Thierry Harcourt
- 1999 : La Nuit des rois de William Shakespeare, mise en scène de Jean-François Châtillon
- 2000 : Une liberté retirée d'après Jean Genet, mise en scène de Didier Long
- 2000 : Falstaff d'après Shakespeare, mise en scène de Denis Llorca
- 2001 : Bon Appétit, Messieurs ! de Jean Galabru, mise en scène d'Olivier Macé et Jean-Pierre Dravel, théâtre Comédia
- 2001 : Polyeucte de Corneille, mise en scène de Thierry Harcourt
- 2002 : Tout est bien qui finit bien d'après Shakespeare, mise en scène de Pierre Beffeyte
- 2003 : Le Talentueux Mr Ripley de Phylis Nagy, mise en scène de Thierry Harcourt
- 2004 : Love de Murray Shisgall, mise en scène de Roger Louret
- 2005 : Feydeau 2005 de Feydeau, mise en scène de Roger Louret
- 2006 : Le Molière Imaginaire de Yvan Varco, mise en scène de Gianni Pampiglione, théâtre Mouffetard
- 2006 : Trois Années de Roger Grenier mise en scène de Jean-Claude Idée, théâtre du Petit Montparnasse
- 2007 : Le Molière imaginaire de Jean-Michel Bériat et Yvan Varco, mise en scène de Roger Louret, théâtre des Mathurins
- 2007 : Monsieur Masure de Claude Magnier, mise en scène de Julia Duchaussoy
- 2008 : La Journée des Dupes de Jacques Rampal, mise en scène d'Yves Pignot, théâtre 14 Jean-Marie-Serreau
- 2009 : Les Vacances de Josépha de Dany Laurent, mise en scène d'Yves Pignot, théâtre Rive Gauche
- 2010 : Le Fantôme de l'Opéra de Gaston Leroux, mise en scène de Henri Lazarini, théâtre 14 Jean-Marie Serreau
- 2011 : Appelez-moi Tennessee de Benoit Solès, mise en scène de Gilbert Pascal, théâtre des Mathurins
- 2011 : Tout est bien qui finit bien d'après Shakespeare, mise en scène de Pierre Beffeyte, Théâtre 14, Théâtre La Bruyère
- 2013 : Rapport Intime de Didier van Cauwelaert, mise en scène d'Alain Sachs, Théâtre des Bouffes Parisiens
- 2013 : Profs & Cie de Cédric Cizaire, mise en scène de l'auteur, Théâtre des Blancs-Manteaux puis Comédie Contrescarpe
- 2014 : Bash de Neil LaBute, mise en scène de Gilbert Pascal, Théâtre 14 puis théâtre des Mathurins, puis festival d'Avignon
- 2014 : La Véritable Histoire de la Quête du Graal de Mathieu Du Vernoy, mise en scène de Pierre Befeytte, Festival d'Avignon
- 2015 : Rupture à Domicile de Tristan Petitgirard, mise en scène de l'auteur, Comédie Bastille
- 2015 : Cyrano de Bergerac d'Edmond Rostand, mise en scène d'Henri Lazarini, Théâtre 14
- 2017 : Les Amoureux de Goldoni, mise en scène de Marco Pisano, théâtre Déjazet
- 2017 : Rupture à domicile de Tristan Petitgirard, mise en scène de l'auteur, Le Splendid
- 2018 à 2025 : La Machine de Turing de Benoit Solès, Rôle  : Alan Turing. Théâtre Actuel (festival off d'Avignon), théâtre Michel, tournée mondiale, reprise en 2022, 2023 et 2024 au théâtre du Palais-Royal. 4 Molières 2019. Reprise en 2024 au Théâtre Michel. 1200 représentations. 300 dates de tournée. Adaptations en Espagne, Grèce, Slovénie, Canada, Corée, Allemagne, Hongrie...
- 2021 à 2024 : La Maison du loup de Benoit Solès, mise en scène Tristan Petitgirard, théâtre du Chêne noir (festival off d'Avignon), puis théâtre Rive gauche, 200 représentations et tournée.
- 2024 : Le Secret des secrets de Benoit Solès, mis en scène Benoit Solès, Festival d'Avignon, théâtre Rive-Gauche.
- 2024 / 2025 : Il a la cote, Devos, mise en scène Daniel Benoin, tournée
- 2025 : Killer Joe de Tracy Letts, mise en scène Patrice Costa, rôle de Joe, théâtre de l'Œuvre
- 2025 : Le Fantôme de l'Opéra, spectacle musical, adaptation Benoit Solès, théâtre Antoine

## Distinctions
- Molières 2019 : 
  - Molière de l'auteur francophone vivant pour La Machine de Turing
  - Molière du comédien dans un spectacle de théâtre privé pour La Machine de Turing
  - Molière du théâtre privé
- Prix théâtre 2019 de la Fondation Charles Oulmont sous l’égide de la Fondation de France
- Étoile du Parisien 2019 de la meilleure pièce de théâtre
- Chevalier de l'ordre des Arts et des Lettres (2022).